# 常総ルート (高速バス)
常総ルート（じょうそうルート）とは、かつて運行されていた東京駅と茨城県南西部を結ぶ高速バス路線の総称。

## 概要
主に、鉄道が東京都心へ直結していない地域を結ぶ高速バスだった。1980年代より住宅開発が進んでいた守谷町（現:守谷市）では、路線バスや高速バスの整備が住民より要望されており、守谷町では1987年（昭和62年）より、茨城県、住宅・都市整備公団（現:都市再生機構）、JR東日本、関東鉄道に高速バスの運行を要望し、協議していた。しかし、1993年（平成5年）当時は採算等の問題で実現できず、その後も要望を重ね、1999年（平成11年）2月に実現に至った。守谷町では高速バス運行開始後も継続して、守谷町南部から東京駅へ向かう路線を強く要望し、2000年（平成12年）8月1日に南守谷線が開業した。同時に東京駅八重洲口の混雑緩和のために、新宿行などの別路線も要望していたが、こちらは実現しなかった。
常総市からは近隣を走る関東鉄道常総線を利用した場合、取手駅へ遠回りすることや、坂東市（岩井地区）からは東武野田線愛宕駅まで行かなければならなかったことなどから、この地域における利便性が大幅に向上し、路線・便数が拡大した。しかし、2005年（平成17年）8月24日の首都圏新都市鉄道つくばエクスプレス開業後は利用者数の減少が続き、2007年（平成19年）1月には開業時から共同運行していたジェイアールバス関東が撤退、関鉄パープルバスが参入した。
利用者減少のため2016年（平成28年）12月31日をもって運行終了、路線廃止となった。
全便において座席は先着順となっており、予約は不可だった。また、全便トイレつき車両で運行されていた。

## 運行会社（廃止時）
- 関鉄パープルバス（下妻本社営業所）
- 関東鉄道（水海道営業所）

## 運行系統（廃止時）
- 東京駅 - 新守谷駅入口 - 水海道駅 - 岩井

## 運行本数（廃止時）
- 1日7往復

## 停車停留所（廃止時）
| 停留所               | 都道府県 | 市区町村       | 岩井発着 |
| -------------------- | -------- | -------------- | -------- |
| 東京駅               | 東京都   | 千代田区       | ○        |
| 上野駅               | 東京都   | 台東区         | ○        |
| 都営浅草駅           | 東京都   | 台東区         | ○        |
| 新守谷駅入口         | 茨城県   | 守谷市         | ●        |
| 御所ケ丘             | 茨城県   | 守谷市         | ●        |
| 松前台               | 茨城県   | 守谷市         | ●        |
| 松前台二丁目         | 茨城県   | 守谷市         | ●        |
| 久保ケ丘             | 茨城県   | 守谷市         | ●        |
| 絹の台               | 茨城県   | つくばみらい市 | ●        |
| 小絹十字路           | 茨城県   | つくばみらい市 | ●        |
| 水海道車庫           | 茨城県   | 常総市         | ●        |
| 水海道駅             | 茨城県   | 常総市         | ●        |
| 豊岡                 | 茨城県   | 常総市         | ■        |
| 大口                 | 茨城県   | 坂東市         | ●        |
| 猫実                 | 茨城県   | 坂東市         | ●        |
| 神田山               | 茨城県   | 坂東市         | ●        |
| 辺田                 | 茨城県   | 坂東市         | ●        |
| 大利根カントリー入口 | 茨城県   | 坂東市         | ●        |
| 原口                 | 茨城県   | 坂東市         | ●        |
| 岩井局前             | 茨城県   | 坂東市         | ●        |
| 岩井                 | 茨城県   | 坂東市         | ●        |

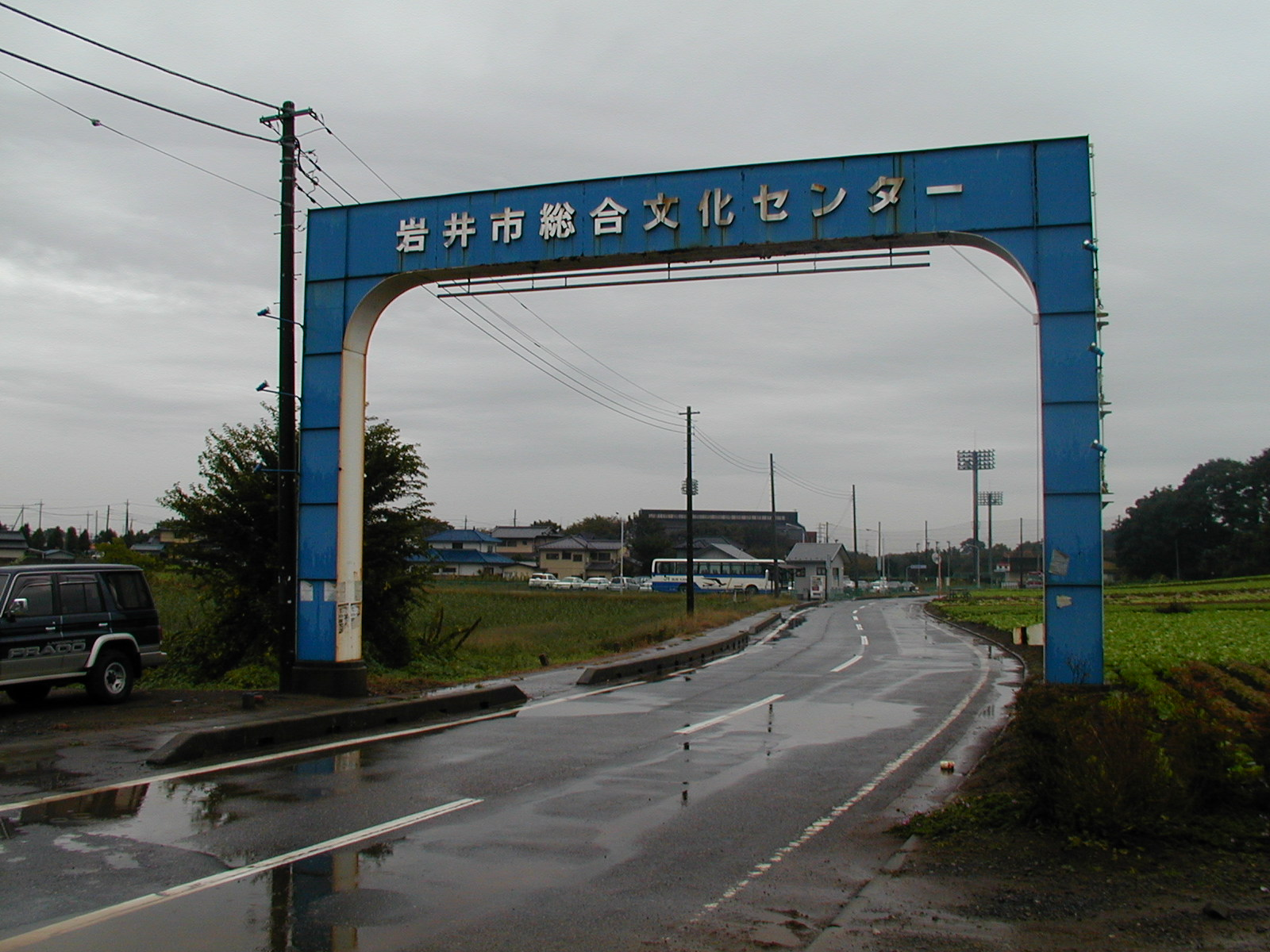
常総ルート（岩井線）の転回所・岩井市側始発

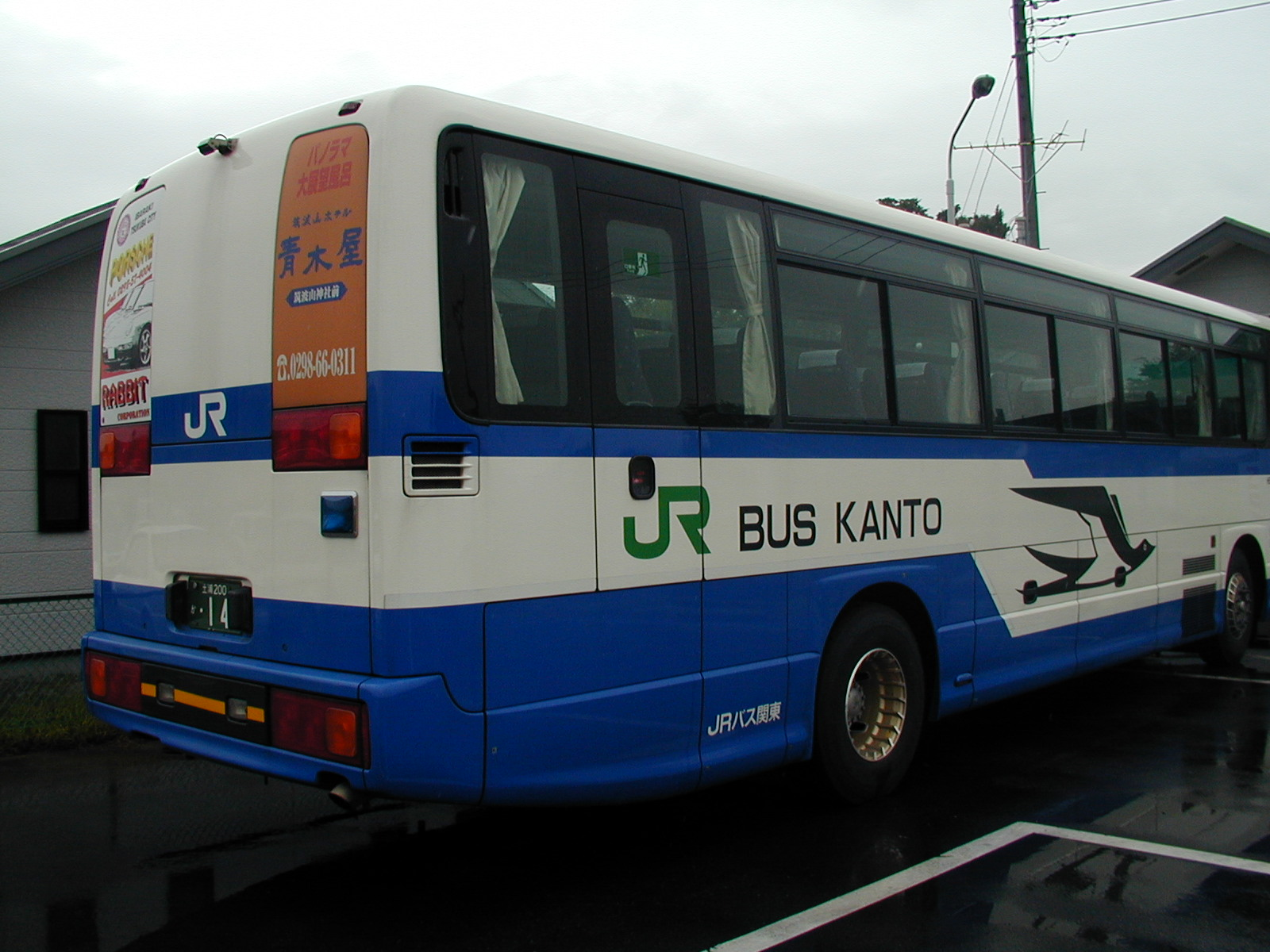
岩井線に使用された，いすゞ・ガーラ

●:停車（終日上下便）■:一部通過（平日・土曜上下便） ○:降車のみ（平日・土曜上り便） △:降車のみ（終日上り便）
- 平日の一部便（上り3本）は水海道有料道路経由で運行するため、豊岡停留所には停車しなかった。
- 岩井局前では、バス停近くの薬局にて乗車券を発売していた[7]。

## 歴史
- 1999年（平成11年）
  - 2月1日 - 水海道線（東京駅 - 新守谷駅入口 - 御所ケ丘 - 守谷町役場 - 薬師台 - 松前台 - 絹の台 - 小絹十字路 - 水海道車庫 - 水海道駅）開業。開業当初は1日20往復[4][8]。
  - 4月1日 - ジェイアールバス関東が水海道線を臨時ダイヤ扱いで増発（12往復）[9]。夜間多客時、小絹十字路止まりの続行便を実施。
  - 10月1日 - 岩井線（東京駅 - 新守谷駅入口 - 御所ケ丘 - 松前台 - 久保ケ丘 - きぬの里 - 内守谷工業団地 - 平松 - 大塚戸 - 神田山南 - 神田山 - 原口 - 岩井局前 - 岩井）開業（16往復）。久保ケ丘停留所を新設。水海道線は臨時増発の一部を通常ダイヤに編入、合計で1日40往復に。
- 2000年（平成12年）
  - 4月1日 -岩井線に辺田停留所を新設。
  - 8月1日 - 南守谷線（東京駅 - 新守谷駅入口 - 御所ケ丘 - 松前台 - 薬師台 - 守谷町役場 - 松ケ丘 - けやき台 - 南守谷）開業（16往復）[10][11]。水海道線は守谷町内の経路を一部変更し、守谷町役場経由を中止。あわせて松前台停留所を移転、松前台二丁目停留所（水海道・岩井線）・小絹中学校停留所（岩井線）を新設。合計で1日56往復に。
- 2002年（平成14年）
  - 2月2日 - 北相馬郡守谷町の市制施行に伴い、南守谷線の守谷町役場停留所を守谷市役所停留所に変更。関東鉄道の車両には市制施行記念のステッカーを掲示。
  - 3月1日 - らくらくミッドナイト守谷号（東京駅 → 新守谷駅入口）開業[12]。ジェイアールバス関東の単独運行で、当初は金曜深夜のみ。
  - 12月18日 - 岩井線の一部、6往復が猿島町役場（後に猿島へ名称変更）まで延長される[13][14]。
- 2004年（平成16年）
  - 11月15日 - らくらくミッドナイト守谷号が、平日は毎日運行になる（祝日・年末年始を除く）[15]。
- 2005年（平成17年）
  - 8月24日 - つくばエクスプレス開業。南守谷線が減便[16]、合計で1日48往復に。
  - 10月7日 - らくらくミッドナイト守谷号の東京駅出発時刻が変更（0:00→0:30）[17]。
  - 10月31日 - 南守谷線廃止[18][19]。合計で1日40往復に[20]。
  - 12月19日 - らくらくミッドナイト守谷号廃止[21]。
- 2007年（平成19年）
  - 1月10日 - ジェイアールバス関東が撤退[22][23]、関鉄パープルバスが参入[24]。水海道・岩井線を統合して減便[25]、合計で1日28往復に[26]。全便とも水海道駅経由に経路変更、小絹中学校・きぬの里・内守谷工業団地・平松・大塚戸・神田山南の6停留所を廃止[27]、神田山停留所を国道354号上に移転[28]、猫実・大口・豊岡停留所を新設[27]。「東京トク割回数券」を発売開始（3枚綴りで1,800円、新守谷駅入口～小絹十字路からの上り乗車専用[27]。
  - 3月31日 - 「東京トク割回数券」の発売継続を発表。
- 2008年（平成20年）
  - 4月1日 - 停留所を一部変更、上りの平日・土曜のみ都営浅草駅を経由[29]。豊岡停留所を路線バスの横曽根停留所と統合。関鉄パープルバスの担当便が増加。
  - 6月16日 - つくばエクスプレスへの乗り継ぎ実証実験開始。利用者の希望がある場合、上りのみ首都高速6号三郷線八潮PAに停車（降車専用）。バス車内で、八潮駅～秋葉原駅間の接続乗車券を100円で購入可（実験期間は2009年3月31日まで）[30]。
  - 7月1日 - 水海道線が減便、合計で1日22往復に[31]。
- 2009年（平成21年）
  - 4月1日 - つくばエクスプレスへの乗り継ぎ本格運用開始[32]。
  - 11月1日 - 減便で合計1日16往復に。下りは全便岩井・猿島行に変更。「東京トク割回数券」の発売終了、往復割引券「1ウィークリターンきっぷ」を発売[33]。
- 2011年（平成23年）
  - 4月1日 - 水海道線が廃止。猿島線が減便、合計1日14往復に[34]。豊岡停留所の平日通過は上り3便、下り1便に。関鉄パープルバスが関東鉄道の担当便数を上回る。
  - 7月14日 - 3枚綴り回数券、「1ウィークリターンきっぷ」の発売終了。回数券は2枚綴りのみに[35]。
  - 11月1日 - 岩井・猿島線が減便。水海道線が1往復のみ復活、合計1日9往復に。豊岡停留所の平日通過は上り3便のみに[36]。
- 2013年（平成25年）
  - 9月30日 - 猿島線が廃止、弓田・沓掛・猿島の3停留所を廃止[37]。水海道線も再び廃止、合計1日7往復に。
- 2014年（平成26年）
  - 2月14日 - 全区間とも約半額の運賃割引キャンペーンを実施（2014年3月31日まで） [38]。
  - 5月1日 - 通勤・通学定期券を導入。つくばエクスプレスへの乗り継ぎは廃止 [39]。
  - 5月7日 - 毎週水曜日に運賃割引を開始[39]。
- 2016年（平成28年）
  - 12月31日 - 同日の最終便で運行終了、全線廃止[6]。